# Louise Riofrio
Pour les articles homonymes, voir Riofrío.
Louise M. Riofrio (utilisant le nom de scène Louisa Riofrio) est une scientifique et actrice américaine.

## Éducation et carrière
Riofrio a obtenu un diplôme en physique et en astronomie à l'Université d'État de San Francisco et l'Université de Californie à Berkeley. En tant que scientifique employée par Oceaneering Space Systems au Johnson Space Center de la NASA et à Centre d'assemblage de Michoud, elle a effectué des expériences sur des échantillons d’Apollo Moon et avec d’autres scientifiques, a rédigé des rapports sur ses recherches,,. En analysant les données orbitales lunaires, elle a découvert une anomalie pouvant avoir des implications pour la physique et la cosmologie. Elle est à l'origine du très controversé modèle cosmologique de Riofrio et, grâce à une subvention de la American Astronomical Society, a présenté sa théorie au Congrès européen des sciences planétaires de 2012,. Riofrio a également présenté son modèle cosmologique à la réunion 2005 de l'AIUA Pacific Rim (APRIM) de l'AIU et à la réunion «Beyond Einstein» de 2004 à l'Université Stanford.
Elle est apparue dans 2 épisodes de NCIS : Nouvelle-Orléans, à savoir « Outlaws » et « Ties that Bind ». Elle est apparue dans l'épisode de 2016 « Let the Good Times Roll » de la série télévisée One Mississippi. Elle est apparue dans le film Jurassic City de 2015 et dans le téléfilm de 2016 Momma Dallas.

## Publications sélectionnées et résumés de réunions
- American Geophysical Union, Fall Meeting 2006 (Bibcode 2006AGUFMSH43A1506R), « Hot Young Solution to Faint Sun Paradox »
- AGU Fall Meeting Abstracts, 2005 (Bibcode 2005AGUFM.P33B0240R), « Sources and mass energy observed in Saturn's rings (Sources et énergie de masse observées dans les anneaux de Saturne) »
- IAU Joint Discussion, vol. 7, 2006 (Bibcode 2006IAUJD...7E..36R), « Space/Time, Supernovae and the Faint Young Sun »
- AGU Fall Meeting Abstracts, 2007 (Bibcode 2007AGUFM.P51B0490R), « Lunar Exploration and the Speed of Light »
- APS April Meeting Abstracts, 2008 (Bibcode 2008APS..APR.R8009R), « Hot Young Solution to Faint Sun and Supernova Problems »
- with David S. McKay, Bonnie L. Cooper, Larry Taylor, Sue Wentworth, John Lindsay et Sarah K. Noble: Unique Properties of Lunar Dust Critical to Human Health, 2009 (lire en ligne)
- avec D. S. McKay et B. L. Cooper: « Does the lunar regolith contain secrets of the Solar System? Using the Moon as a cosmic witness plate », Proceedings of the International Astronomical Union, vol. 5, no S264,‎ 2009, p. 475–477 (DOI 10.1017/S1743921309993140) (en)
- avec B. L. Cooper, D. S. McKay, L. A. Taylor et C. P. Gonzalez: Lunar dust separation for toxicology studies, NASA Technical Reports Server, 2010 (lire en ligne)